# Erioptera (Erioptera) flavohumeralis
Erioptera (Erioptera) flavohumeralis is een tweevleugelige uit de familie steltmuggen (Limoniidae). De soort komt voor in het Palearctisch gebied.